# K21
Il K-21 è un mezzo corazzato da combattimento della fanteria destinato per il trasporto truppe impiegato dalle forze armate della Corea del Sud.
Il veicolo sostituisce rimpiazzo i precedenti K200 KIFV della serie K200, precedentemente noti come K300 o XK21 KNIFV (Veicolo da combattimento di fanteria della prossima generazione della Corea). La produzione è stata fissata per il 2008, con l'esercito della Repubblica di Corea che prevede di schierare circa 466 unità. È progettato per contrastare altri mezzi simili IFV armati e corazzati come il BMP-3.